# Mario Nikis
Mario Nikis (1908-1944), est un ancien élève de l'École supérieure d'électricité et ancien directeur des Laboratoires Radioélectriques qui se trouvaient aux nos 6-12 de la rue qui porte maintenant son nom, et  un résistant mort en déportation.

## Hommage
La rue Mario-Nikis à Paris porte son nom.